# 葛敦華
葛敦華（1921年9月18日—2010年6月12日），中華民國海軍中將，前中華民國國防部常務次長。中華民國總統府國策顧問。

## 籍貫
福建福州市人。

## 學歷
- 1939年12月因對日抗戰全面展開，提前一年自海军军官学校（馬尾）第29期班畢業。[1]
- 1945年英国皇家海军大学（現格林威治皇家海軍學院）毕业。
- 1946年英国海军潜艇学校101期毕业。
- 1957年美国海军战争学院指挥班毕业。
- 1960年三軍聯合參謀大學（今國防大學軍事學院）联战班指挥班9期毕业。

## 經歷
- 1944年在法國北方諾曼第登陸與法國南方龍騎兵行動時，與黄廷鑫於英國搜索者號（HMS Searcher）護衛航空母艦上受訓，參與外圍護航和反潜任務。[1]
- 永春艦艦長。
- 楚觀艦上校艦長。
- 海軍南陽艦第三任上校艦長。
- 1968年任聯合勤務總司令部(今聯合後勤司令部)中将。
- 1975年任三軍大学(今國防大學)戰争學院中將院長。
- 1978年任國防部中將常務次長。
- 1980年任中華民國總統府戰略顧問。
- 2000年任中華民國總統府國策顧問。
- 中華民國國防政策與戰略研究學會理事。

晚年多次拒絕中共方面的力邀，到2010年過世以前都沒有踏上過中國大陸的土地一步。。

## 國際獎章
- 國際戰略學會（英语：International Strategic Studies Association）銀星獎

## 外部連結
- 美國戰略學家Gregory R. Copley談葛敦華將軍 YouTube （页面存档备份，存于）
- 專訪美國國際戰略研究會主席古力哥利．柯普尼先生 國家圖書館 （页面存档备份，存于）
- 美電視製作人William Cole專訪葛敦華將軍 （页面存档备份，存于）
- 海軍中將葛敦華Admiral Ko Tun Hwa接受美國電視製作人William Cole電視專訪 （页面存档备份，存于）